# Jens Schuermans
Jens Schuermans (né le 13 février 1993 à Waterschei) est un coureur cycliste belge. Champion de Belgique de VTT cross-country entre 2017 et 2022, il participe aux Jeux olympiques de 2016 et 2020.

## Palmarès en VTT

### Jeux olympiques
- Rio 2016
  - 18e du cross-country
- Tokyo 2020
  - 18e du cross-country

### Championnats du monde
- Saalfelden 2012
  - 6e du cross-country espoirs
- Val di Sole 2021
  - 7e du cross-country short track

### Coupe du monde
- Coupe du monde de cross-country
  - 2018 : 29e du classement général
  - 2019 : 13e du classement général
  - 2022 : 12e du classement général
  - 2023 : 15e du classement général
  - 2024 : 24e du classement général

- Coupe du monde de cross-country short track
  - 2022 : 16e du classement général
  - 2023 : 4e du classement général
  - 2024 : 16e du classement général

### Championnats d'Europe
- Chies d'Alpago 2015
  -  Médaillé de bronze du cross-country espoirs
- Munich 2022
  - 6e du cross-country

### Championnats nationaux
- Champion de Belgique de cross-country en 2017, 2018, 2019, 2020, 2021 et 2022
- Champion de Belgique de cross-country short track en 2024

## Palmarès sur route
- 2012
  - 4e étape du Tour de la province de Namur